# Dusona temporalis
Dusona temporalis är en stekelart som beskrevs av Horstmann 2004. Dusona temporalis ingår i släktet Dusona och familjen brokparasitsteklar. Inga underarter finns listade i Catalogue of Life.